# Igaracy
Igaracy est une ville brésilienne de l'ouest de l'État de la Paraíba.
Sa population était estimée à 6 334 habitants en 2007. La municipalité s'étend sur 192 km2.